# Barbara Kendall
Barbara Anne Kendall (Papakura, 30 de agosto de 1967) é uma velejadora neo-zelandesa, campeã olímpica e mundial de windsurfing.

## Carreira
Barbara Anne Kendall representou seu país nos Jogos Olímpicos de 1992, 1996, 2000, 2004 e 2008, na qual conquistou a medalha de ouro em 1992, prata em 1996 e bronze em 2000 nas classes Lechner e Mistral.